# Stade Alfredo-Jaconi
Le stade Alfredo-Jaconi (en portugais : Estádio Alfredo Jaconi), est un stade de football brésilien situé dans la ville de Caxias do Sul, dans l'État du Rio Grande do Sul.
Le stade, doté de 19 924 places et inauguré en 1975, sert d'enceinte à domicile à l'équipe de football de l'Esporte Clube Juventude.
Le stade porte le nom d'Alfredo Jaconi, joueur, entraîneur puis président de l'EC Juventude durant les années 1930 et 1940.

## Histoire
La construction du stade débute en 1972 pour s'achever trois ans plus tard. Il est inauguré le 23 mars 1975, lors d'un match nul 0-0 entre les locaux de l'EC Juventude et Flamengo.
Le premier but au stade est inscrit le 4 avril 1975 par Ronaldo, joueur de Palmeiras (victoire 3-0 de Palmeiras sur l'EC Juventude).
En janvier 1999 a lieu la construction de nouveaux vestiaires et de tribunes couvertes.
Le 21 juin 1999, le match aller de la Coupe du Brésil 1999 entre l'EC Juventude et Botafogo a lieu au stade (victoire 2-1 de la Juventude).
Le 16 février 2000, le stade accueille pour la première fois un match de Copa Libertadores (victoire 1-0 de l'EC Juventude sur les équatoriens du Nacional).
Le record d'affluence au stade est de 27 740 spectateurs, lors d'une défaite 1-0 des locaux de la Juventude contre Grêmio le 27 novembre 2002.

## Événements
- 1999 : finale de la Coupe du Brésil de football.

## Galerie

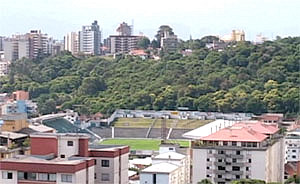
Vue du stade depuis l'extérieur